# Kartografi

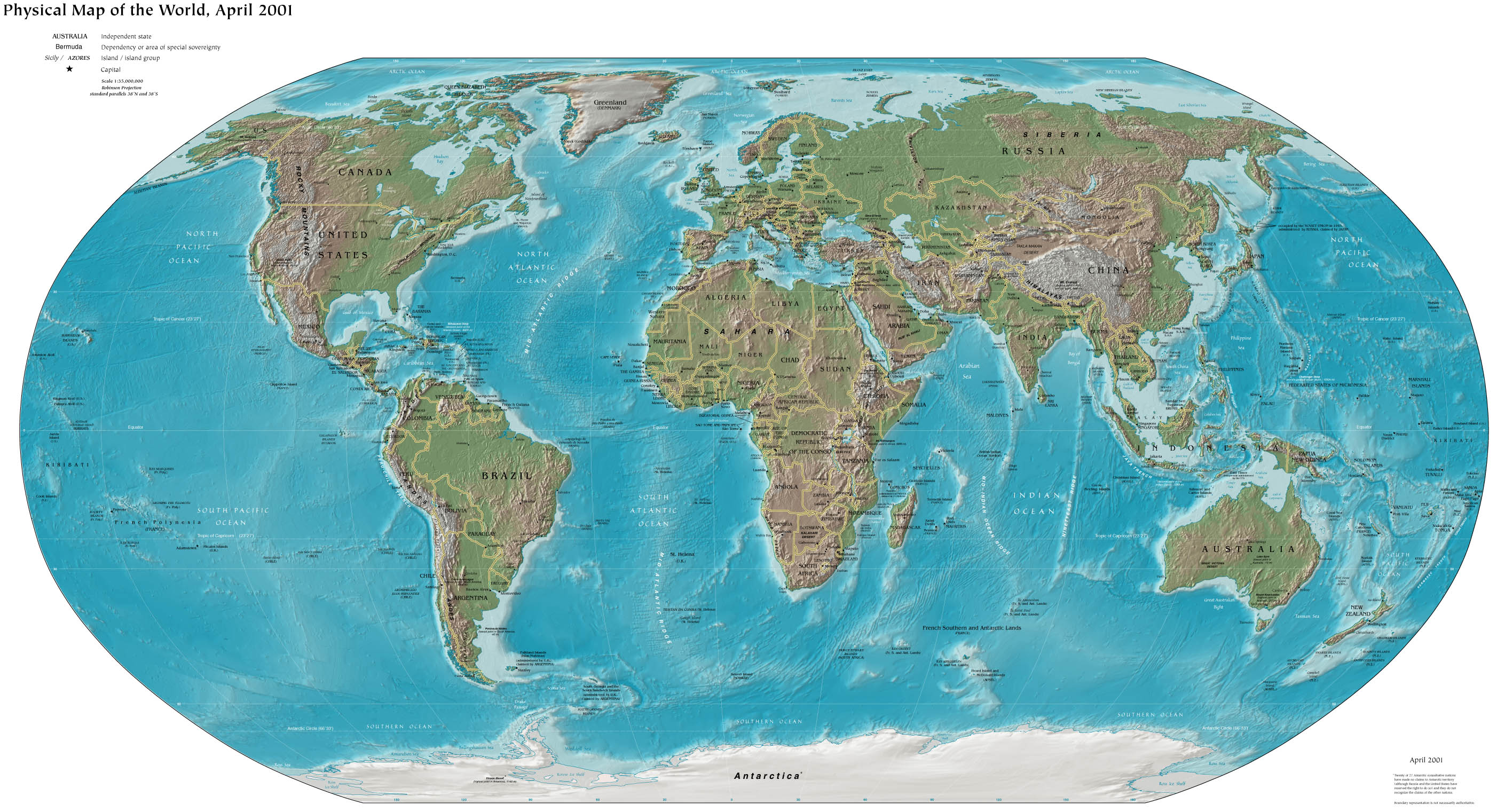
En modern världskarta.

Kartografi (kartläggning) är läran om att framställa kartor. 

## Historia
Kartografins ålder beror på vad man menar med begreppet karta. Att i bild återge naturföremål från omgivningarna mer eller mindre troget förekommer mycket tidigt i mänsklighetens historia. I vilken utsträckning och i sådana fall när dessa börjar användas som kartor är svårare att avgöra.

### Förhistoria
Kartografin utvecklades för många år sedan i olika kulturer oberoende av varandra, vilket visar på att det under alla år och i alla områden på jorden funnits ett behov av att förmedla rumslig information. Kartan hade i vissa fall även en religiös innebörd. På grund av att kartografin uppstått på detta sätt, är det svårt att prata om kartografins ursprung, ungefär som det inte går att säga att Christofer Columbus upptäckte Amerika – där bodde ju redan folk när han kom dit. Det går dock att spåra någon sorts ursprung till enkla kartor som hittats i klippor och grottor i Mellanöstern. Dessa beräknas vara 30 000–10 000 år gamla. Dessa kartor är dock något omstridda, och en karta från en stenåldersbosättning i Turkiet från omkring år 6200 f.Kr. brukar ses som den första kartan, men även denna avbildnings funktion som karta har ifrågasatts.

### Äldsta kartorna
De äldsta med säkerhet skapade kartorna härrör från Mesopotamien, där det har hittats bland annat stadsplaneringskartor, skattkartor och världskartor. Dessa äldsta av dessa kartor härrör från 2300–2400 f.Kr, även om vissa forskare velat datera kartorna tidigare än så. En av de första stadskartorna härrör från 1500 f.Kr.,. Kartor har också funnits i Egypten (den äldsta bevarade geologiska kartan är Turin papyruskartan), men dessa anses inte ha bidragit så mycket till den kartografiska utvecklingen, främst eftersom de förmedlat sin geografiska information genom hieroglyfer istället för genom kartor.
I Oceanien har så kallade ribbkartor, som består av vass- eller träribbor där snäckskal markerat öars position i förhållande till havsströmmarna. Hos inuiterna har det förekommit kustkartor snidade i trä.
Man kan i samband med detta även nämna betraktelsen av hur jorden såg ut. Under denna äldre tid var jordens och universums utseende ofta något filosofiskt, där man utgick ifrån religion och exempelvis såg jorden som ett träd (nordisk mytologi) eller som fyrkantig (Kina). De antika grekerna var först med att på vetenskaplig basis kunna fastställa att jorden var ett klot. Huruvida solen kretsade runt jorden eller tvärtom kunde slutligen fastställas av Copernicus på 1500-talet, även om debatten redan fördes av grekerna.

### Grekerna
Under de antika grekernas tid (500 f.Kr. – 200 e.Kr.) fick som nämnt ovan den vetenskapliga processen sitt genomslag. Det var nu man började mäta positioner och på allvar började räkna ut sådant som jordens omkrets och försök att upprätta en riktig världskarta. Pytagoras ansåg att cirkelns perfekta geometri var bevis för att jorden måste vara rund. Man kunde även se att himlen roterade runt en axel med tanke på hur man kunde observera stjärnors rörelse på himlen. Senare under grekernas tid kunde Herodotos utveckla modellen genom sina egna erfarenheter han upplevt på sina resor. Han upptäckte att jorden var större än vad som tidigare ansetts, då han varit utanför de gränser som tidigare definierats. Aristoteles kombinerade till slut Pytagoras och Herodotos slutsatser till ett bevis för att jorden är ett klot. Aristarchos, som levde 310 f.Kr. till 230 f.Kr. var den första som hävdade att jorden kretsade runt solen istället för tvärtom. Han fick dock inte gehör för sina idéer, men det visar åtminstone att tanken fanns redan då.
Under grekernas tid utvecklades även gradsystemet som används än idag, och Eratosthenes var den första som räknade ut jordens storlek med relativ noggrannhet.

### Romarna
Romarna (30 f.Kr. – 400 e.Kr.) var mer fokuserade på den praktiska aspekten av kartor, och vägkartor blev ett vanligt inslag. Vikten av geopolitik slog här också för första gången igenom. Detaljerade vägkartor var viktiga med tanke på rikets stora spridning, och de administrativa gränserna var också ofta utmärkta. Vägkartorna skapades baserat på muntliga vägbeskrivningar, och en viktig sådan skapades omkring år 250 e.Kr. Den var sju meter lång och inkluderade 555 städer med vägar och mötesplatser mellan dessa. Lantmäteri fick sitt genomslag under denna tid, då landreformer genomfördes för att kunna organisera de nya kolonierna.

### Medeltiden och renässansen
Under medeltiden fick religionen på nytt ett genomslag, och många av de framsteg som tidigare gjorts glömdes bort. Det är under dessa tider som TO-kartan framkom. Denna karta består av ett T med Asien i topp och Europa och Afrika nere till vänster respektive till höger. De delas upp av större floder och hav. Öst var uppåt, eftersom Jerusalem ansågs som jordens medelpunkt.
Ett undantag är dock Tabula Rogeriana från 1154.
Under renässansen började åter mer detaljerade kartor ritas enligt de olika upptäcktsresor som gjordes. Religionen hade inte heller samma grepp i och med att äldre verk åter blev mer populära.

### Modern tid

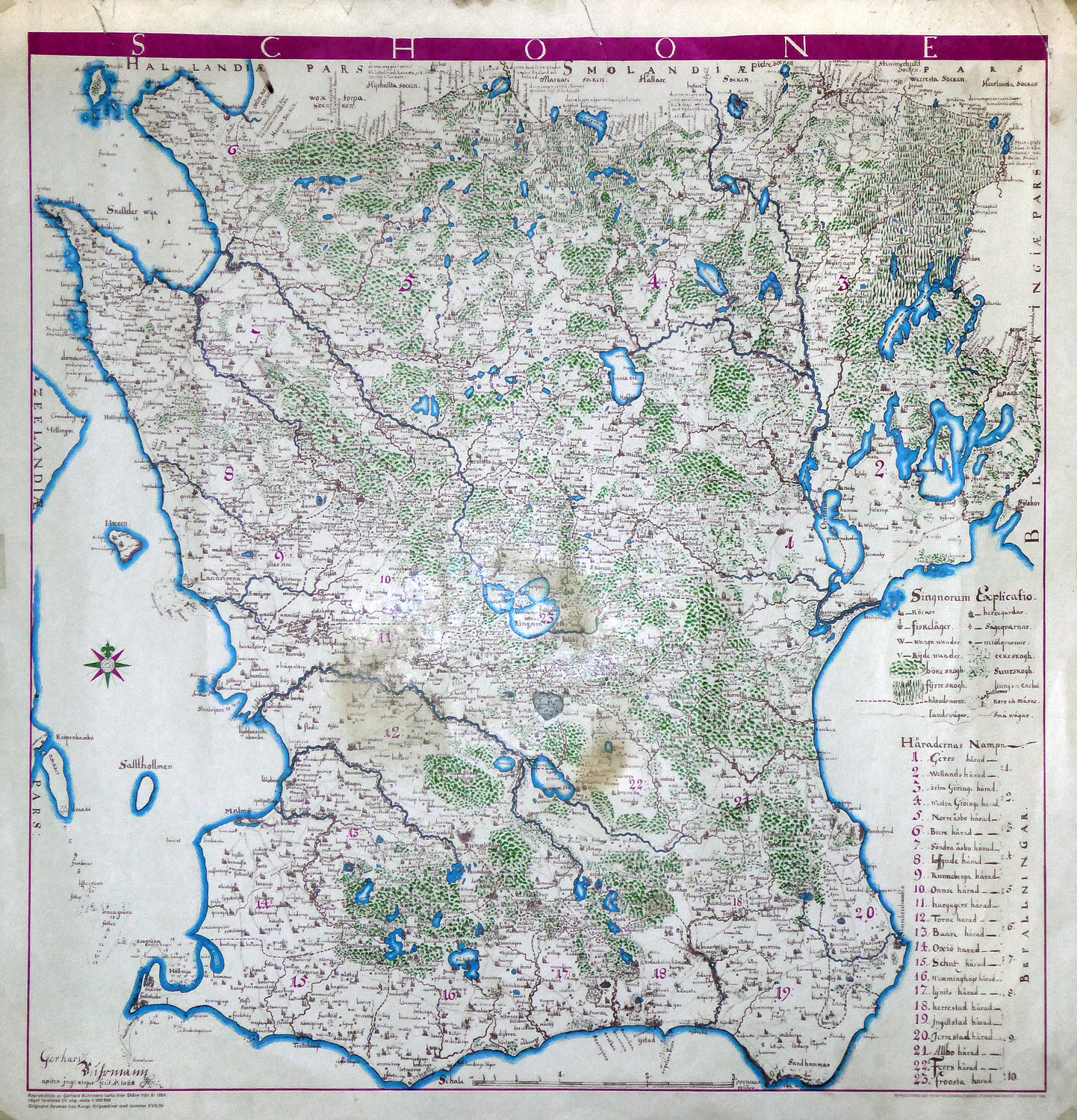
Gerhard von Buhrmans karta över Skåne från 1684.

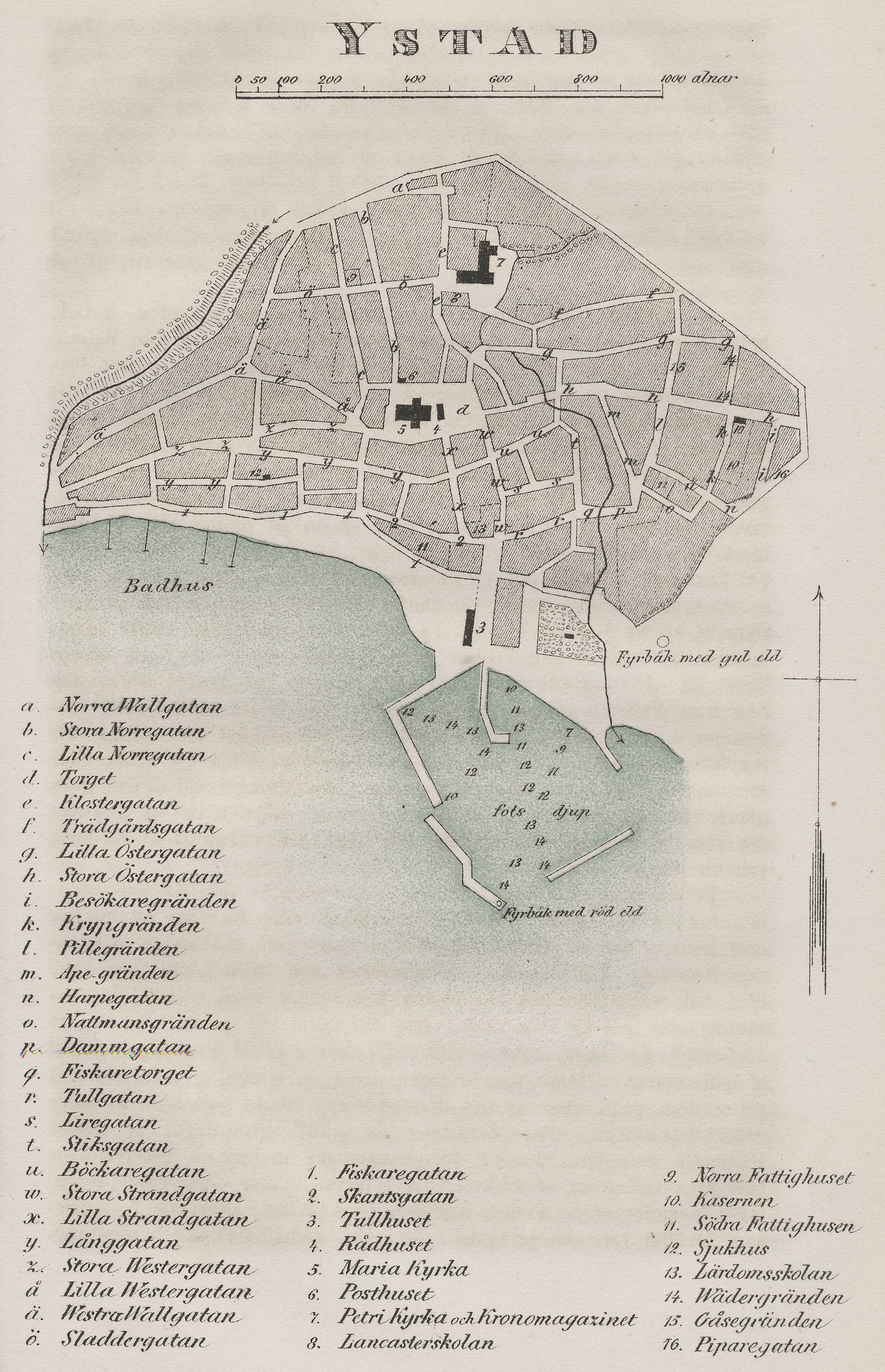
Handgjord karta över Ystad ca 1850.

Under 1600-talet började fler och fler atlaser ges ut, och folket blev mer och mer nyfikna på kartografi. Teknisk utveckling under denna tid gjorde också att man kunde utveckla mer och mer precisa kartor. Jordens form klargjordes också mer och mer med hjälp av vetenskapliga uppmätningar.
Under 1800-talet började man använda flygbilder för dokumentation, i och med tidiga fotografiska experiment från luftballong. Världskrigen ledde också till att fler tekniker angående flygfotografering utvecklades, och länder började karteras i allt större detalj. På 1960-talet kunde slutligen hela jorden karteras med hjälp av satellitbilder och några vita områden på jordens yta finns inte längre att tala om. GIS började utvecklas under ungefär samma tid.

## Kartprojektion
En tvådimensionell karta över en större del av jordytan är behäftad med betydande avbildningsfel. Felens karaktär beror på projektionsmetoden som måste väljas med hänsyn till vad man önskar skall återges korrekt, till exempel areor, riktningar eller avstånd.

### Kartprojektionsmetoder

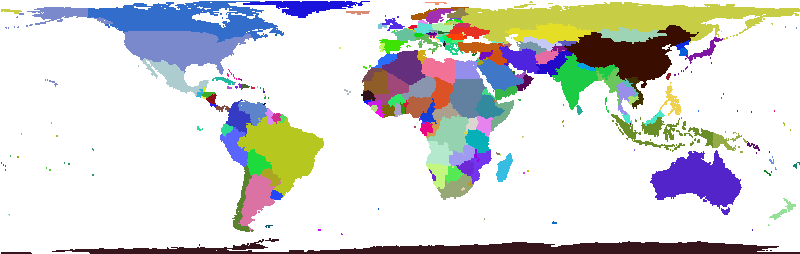
Lamberts cylindriska ytriktiga projektion

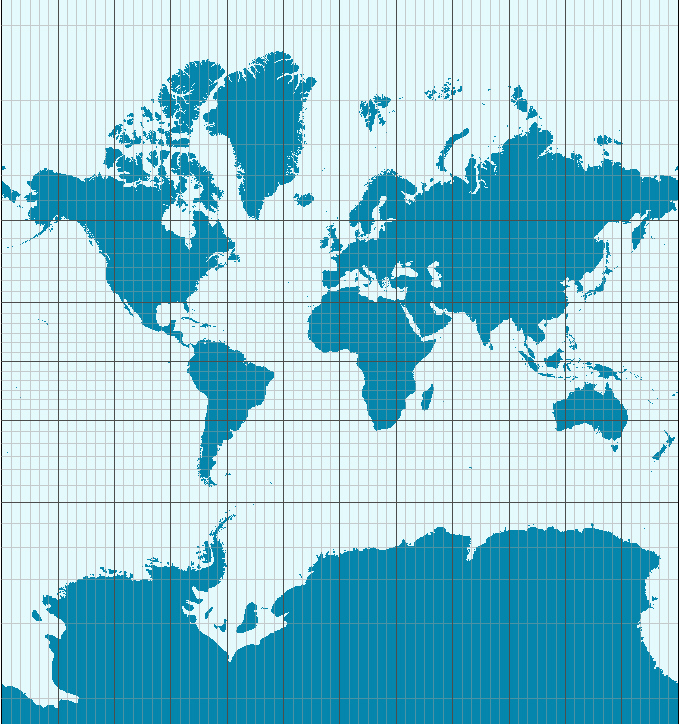
Mercators projektion

Exempel på kartprojektionsmetoder för att framställa kartor över ett större område:
- Cylindrisk projektion
  - Lamberts cylindriska ytriktiga projektion
  - Mercator-projektion (korrekta riktningar)
- Azimutala projektioner:
  - Azimutal projektion för korrekt area
  - Azimutal projektion för korrekt längd
  - Gnomonic projektion
  - Ortografisk projektion
  - Stereografisk projektion
- Koniska projektioner:
  - Vanlig konisk projektion
  - Lambert konformal konisk projektion
  - Polykonisk projektion
- Mollweides projektion

### Kartprojektioner i Sverige
- Gauss-Krüger (Rikets nät, RT90)
- UTM (Universal Transverse Mercator) (SWEREF 99 TM ersätter RT90 för civilt bruk och baseras på UTM zon 33)

## Kända historiska kartografer
- Pomponius Mela
- Claudius Ptolemaeus
- Piri Reis
- Olaus Magnus och Carta marina
- Anders Bure, den svenska kartografins fader.
- Carl Gripenhielm och hans berömda Gripenhielms Mälarkarta
- Olga Herlin